# Inarrêtable (album)
 (novembre 2024).
Si vous disposez d'ouvrages ou d'articles de référence ou si vous connaissez des sites web de qualité traitant du thème abordé ici, merci de compléter l'article en donnant les références utiles à sa vérifiabilité et en les liant à la section « Notes et références ».
Pour les articles homonymes, voir Inarrêtable.
Albums de Jul
Mise à jour
(2024) D&P à vie
(2025)
Inarrêtable est le vingt-troisième album studio du rappeur français Jul sorti le 6 décembre 2024 sous le label D'or et de Platine.

## Genèse
Le 14 novembre 2024, Jul annonce sur ses réseaux sociaux la sortie de son vingt-troisième album le 6 décembre 2024. La liste des titres y est annoncée le 21 novembre.

## Liste des titres
| No  | Titre                       | Compositeur(s)                       | Durée |
| --- | --------------------------- | ------------------------------------ | ----- |
| 1.  | Y'a plus de reconnaissance  | Prodweiler                           | 4:28  |
| 2.  | Je m'habille pas en Versace | Pyerr                                | 3:46  |
| 3.  | Un jour, je l'aurai         | Skoozy                               | 3:46  |
| 4.  | Arrête tes manières         | MB                                   | 3:54  |
| 5.  | Je veux que toi             | Navigators                           | 3:05  |
| 6.  | C'est ça les collègues ?    | Wallaski, Yahia                      | 3:27  |
| 7.  | Maille (feat. Bad Gyal)     | Jul                                  | 2:11  |
| 8.  | Capata (feat. Francè Zito)  | Nicolas Atre                         | 3:20  |
| 9.  | Montblanc                   | Pyerr, Handy y Kap'z                 | 3:11  |
| 10. | Plus de pitié               | TLC Beatz, Meruem Beatz              | 2:18  |
| 11. | Cœur en or                  | Yahia                                | 2:25  |
| 12. | Un heureux, un déçu         | 71 Beats, Stef Becker                | 1:59  |
| 13. | Partire (feat. Baby Gang)   | 2nd Roof, Oscar Zero, Rigas, Higashi | 3:03  |
| 14. | Ma douce                    | Pyerr, Handy y Kap'z                 | 4:30  |
| 15. | Boucle dorée                | Jul                                  | 2:47  |
| 16. | La vie me blesse            | Tricky, M61                          | 3:08  |
| 17. | Wesh alors le deum          | Banshee, Veteran                     | 3:26  |
| 18. | C'est pas la peine          | Handy y Kap'z, MetheM                | 4:32  |
| 19. | Je suis fait pour...        | Kakou                                | 3:18  |
| 20. | Fugati                      | Pyerr, Handy y Kap'z                 | 3:57  |
| 21. | Un point c'est tout         | Akz, R-Kaz                           | 3:09  |
| 22. | Toujours la même            | Prodweiler, Z.Prod                   | 3:14  |
| 23. | Rare comme un diamant       | Yahia, Wallaski                      |       |

## Clips vidéos
- Un jour, je l'aurai : 28 novembre 2024
- Je veux que toi : 6 décembre 2024

## Classements et certifications

### Classement par pays
| Classements (2024)           | Meilleure position |
| ---------------------------- | ------------------ |
| Belgique (Flandre Ultratop)  | -                  |
| Belgique (Wallonie Ultratop) | -                  |
| France (SNEP)                | 1                  |
| Suisse (Schweizer Hitparade) | 6                  |

### Certifications et ventes
| Région        | Certification | Ventes/Streams |
| ------------- | ------------- | -------------- |
| France (SNEP) | 1 × Platine   | 100 000        |